# Carlos Santos (1871–1949)
Henrique Carlos Santos, mais conhecido por Carlos Santos (Lisboa, 5 de novembro de 1871 — Lisboa, 11 de agosto de 1949), foi um ator, encenador, professor e escritor português.

## Biografia
Nasceu na freguesia de Santa Justa, em Lisboa, a 5 de novembro de 1871, sendo baptizado como filho de pais incógnitos, devido aos pais não serem casados. Foi legitimado, juntamente com a sua irmã Alda, em 1885, ano em que os pais, os atores José Carlos dos Santos e Amélia Vieira, se casaram.
Termina o Curso dos Liceus e entra na Escola Naval, como aspirante da Marinha, mas passa depois para o Curso Superior de Letras, onde se licencia. Estreia-se no Teatro D. Maria II aos 21 anos, em novembro de 1893, na Companhia Rosas & Brazão, de Rosa Damasceno e Eduardo Brazão, passando pela Companhia de Comédia do Teatro Gymnasio, participando nas peças Sr.ª Ministra, Zaraguêta e Gatuno.
Casou a 16 de outubro de 1897, na Igreja de Santa Catarina, em Lisboa, com Emília Augusta de Carvalho e foi pai do engenheiro José Carlos Santos (1899-1962), pioneiro da publicidade luminosa em Portugal, proprietário e fundador da Firma Electro Reclamo Limitada, responsável pela projeção e montagem das instalações de iluminação da Exposição do Mundo Português.
Em 1898 é co-fundador da Sociedade Artística do Teatro D. Maria II, sendo nomeado societário do mesmo teatro, onde permanece até 1918, entrando nas peças Peraltas e Sécias, Marcha nupcial, Virgem louca, Filho perdido, Escândalo, Ilustre desconhecido, Malquerida, Frei Luís de Sousa, Amor à antiga, Vinte mil dólares, Pedro, o cruel e Coração manda. Faz tournées ao Brasil e às províncias portuguesas.
Formou empresa no Teatro Gymnasio e no Teatro Avenida, onde são levadas à cena as peças Marionettes, Altar da pátria, Edade de amar e Sua magestade.
Pertence ainda às companhias de Ângela Pinto, Lucinda Simões, Cristiano de Sousa e Palmira Bastos. De 1910 a 1941 exerce as funções de diretor e encenador, escrevendo algumas obras sobre teatro: A ilusão do teatro - factores que a comprometem, Poeira do palco e Enquanto o pano não sobe. Foi também professor no Conservatório Nacional de Lisboa.
A 13 de janeiro de 1920, foi agraciado com o grau de Oficial da Ordem Militar de Sant'Iago da Espada.
Faleceu aos 77 anos, na freguesia de Camões, em Lisboa, onde residia, a 11 de agosto de 1949, vítima de Doença de Addison, sendo sepultado no Cemitério dos Prazeres.

## Peçasem que participou
- Sr.ª Ministra
- Zaraguêta
- Gatuno
- Peraltas e Sécias
- Marcha nupcial
- Virgem louca
- Filho perdido
- Escândalo
- Ilustre desconhecido
- Malquerida
- Frei Luís de Sousa
- Amor à antiga
- Vinte mil dólares
- Pedro, o cruel
- Coração manda

## Obras literárias
- A ilusão do teatro - factores que a comprometem
- Poeira do palco
- Enquanto o pano não sobe

## Condecorações
- Ordem Militar de Sant'Iago da Espada (Oficial)[1][6]